# Historia interpunkcji
Artykuł omawia głównie historię europejskiej interpunkcji oraz wybrane zagadnienia interpunkcji pozaeuropejskiej.
Interpunkcja stosowana obecnie w Polsce i krajach z kręgu kultury łacińskiej, jest wynikiem wielowiekowego rozwoju, biorącego początek w starożytnej Grecji i Rzymie. Inskrypcje greckie przed V wiekiem p.n.e. były pisane w sposób ciągły – bez podziałów między słowami i zdaniami. Z czasem poczęto rozdzielać słowa pojedynczą kropką, a związane tematycznie fragmenty pionową kreską lub ułożonymi pionowo dwoma lub trzema punktami. Greckie papirusy z IV wieku p.n.e. zawierają poziome linie zwane paragraphos, umieszczane pod linią tekstu, w której rozpoczynał się nowy temat. Arystoteles pod koniec IV wieku wymienia wyłącznie te znaki.
Arystofanes z Bizancjum, bibliotekarz w Muzeum Aleksandryjskim około 200 roku p.n.e, jest zwykle uważany za autora systemu znaków oznaczających przerwy, akcenty, oddechy, stosowane do dziś w greckich tekstach. Jego nazwisko jest również łączone z początkami greckiego systemu interpunkcyjnego, służącego pierwotnie mówcom w oznaczaniu miejsc brania oddechu oraz pauz. Wywód składał się z fragmentów różnej długości. Najkrótsze cząstki tekstu (comma) oddzielano pojedynczą kropką leżącą pośrodku wysokości ostatniej litery. Dłuższe fragmenty (colon) kończono kropką leżącą u dołu litery, a najdłuższe fragmenty (periodos) – punktem leżącym na górze. System ten rozpowszechnił się w świecie antycznym.
W najstarszych dokumentach rzymskich, datowanych na okres I w. p.n.e. – II w. n.e. pojedyncza kropka oddzielała słowa, a paragraphos – zmianę tematu. Pierwsza lub dwie pierwsze litery nowego tematu były wysuwane w lewo, czyli przeciwnie do stosowanego dziś „wtapiania” akapitów w tekst, co robi się od XVII wieku. W epoce mówców i filozofów popularny stał się system arystofanesowski, dzięki któremu łatwo było odnaleźć się w tekście czytającym go retorykom. Polecali go m.in. Demostenes i Cyceron. Późniejsi rzymscy badacze, m.in. gramatyk Donat z IV w. oraz pisarz Kasjodor z VI w., również zalecali trzykropkowy system Arystofanesa, który wydawał się wystarczająco użyteczny dla używanej podówczas majuskuły (o stałej wysokości liter). W praktyce jednak większość książek z tego okresu pisanych jest tekstem ciągłym, nawet bez rozdzielania słów; czasami powiększano pierwszą literę nowego zdania. Według wymogów formalnych zapisane są ówczesne kopie Wulgaty, której tłumacz, św. Hieronim, stosował interpunkcję per cola et commata, czyli wedle systemu zaproponowanego przez Arystofanesa.
W VII i VIII wieku, kiedy popularna stawała się minuskuła, stopniowo rezygnowano z tradycyjnego zapisu, ponieważ mniejsze litery utrudniały odróżnienie od siebie trzech położeń kropek. Skrybowie irlandzcy, anglosascy czy niemieccy nie czuli się ponadto tak silnie związani z tradycją łacińską i bez skrępowania odrzucili system elokucyjny (związany z wymową) na rzecz systemu syntaktycznego (w którym znaki interpunkcyjne mają związek z budową gramatyczną wypowiedzi), co miało także związek ze stopniowym rozpowszechnianiem się (od X wieku) cichego czytania. W tym też celu poczęto dla przejrzystości oddzielać wyrazy (choć słowa jednosylabowe, zwłaszcza przyimki, uzyskały niezależność dopiero w XIII wieku). Regułą stało się używanie wielkiej litery na początku zdania, które kończono dwoma lub trzema znakami – kropkami lub kropką i przecinkiem.
Pod wpływem tekstów św. Hieronima interpunkcją zainteresował się w VIII wieku Karol Wielki oraz jego doradca Alkuin. To właśnie w ówczesnych tekstach z Corbie i Akwizgranu (780–800) odnajdujemy ślady nowego systemu znaków interpunkcyjnych. Podtrzymano używanie systemu kropek na zakończenie zdań, ale pojawiły się liczne ich odmiany, sugerujące zmianę intonacji. Do czasów dzisiejszych przetrwały punctus interrogativus, czyli znak zapytania oraz punctus elevatus, który wyewoluował w wykrzyknik. Źródłem tych symboli był system notacji muzycznej, znany nam np. z zapisu chorału gregoriańskiego z początku XI wieku, w którym analogicznymi do wspomnianych punctorów były neumy.
System karoliński przyjął się w średniowiecznym piśmiennictwie w okresie od X do XIII wieku, kiedy powstawały liczne teksty liturgiczne. Stosowano w nich np. dwukropek jako rozdzielenie między wersami psalmów; upowszechniono też łącznik pomiędzy cząstkami rozdzielonego na dwie linie słowa (który pojawił się ok. X wieku). Łącznik ten, początkowo pojedynczy, w okresie od XIV wieku często podwajano, by powrócić do pierwotnej wersji w połowie wieku XVIII.
W późnym średniowieczu mnogość stosowanych odmian, rozwijających się niezależnie na terenie różnych szkół klasztornych i ośrodków kulturalnych, doprowadziła do pewnego chaosu w dziedzinie interpunkcji. Stosowano np. wielką literę „C” obejmującą początki akapitów (od łac. capitulum – rozdział), a koniec myśli oznaczano czasem krótkim ukośnikiem położonym u góry. Pierwsze teksty drukowane są za to starannie oznaczane wedle zasad elokucyjnych – jak np. w angielskich księgach drukarza Williama Caxtona, gdzie interpunkcja ma niewielki związek ze składnią. W rezultacie wielu wydawców poczęło rezygnować z jakichkolwiek znaków, co jest do dziś widoczne w amerykańskich i brytyjskich tekstach prawnych, tradycyjnie już ubogich w znaki interpunkcyjne.
W okresie renesansu zaszły zmiany, które zachowały się w dużej części do dzisiaj. Stosowany na zakończenie myśli ukośnik „opadł i zakrzywił się”, co zaowocowało utworzeniem przecinka. Po 1450 roku pojedyncza kropka zyskała na mocy i zamiast oddzielać krótsze fragmenty tekstu, coraz częściej lądowała na końcach zdań. Wenecki drukarz Aldo Manuzio ujednolicił ok. 1500 roku istniejący system, a jego wnuk, również imieniem Aldo, spisał go w 1566 roku swoim dziele Ortographiae ratio. W księdze owej odnajdujemy, choć pod innymi nazwami, współczesny przecinek, średnik, dwukropek oraz kropkę. Młodszy Aldo po raz pierwszy opowiedział się również jasno za tym, by interpunkcja odnosiła się do składni zdania.
W XVII wieku propozycja ta zyskiwała na popularności i została rozszerzona oficjalnie o karolińskie puncti. Pod koniec wieku utrwalił się więc pytajnik i wykrzyknik oraz myślnik, używany jako oznaczenie pauzy. Przyjęły się też stosowane obecnie nazwy wymienionych znaków.
Od tego czasu system rozwijał się już z dużo większą niezależnością na terenie różnych państw – do najbardziej charakterystycznych różnic należy wygląd cudzysłowu. W Polsce jest on podwójny („w ten sposób”), w krajach anglosaskich – pojedynczy (‘w ten sposób’), we Francji zaś stosowana jest wersja «taka», w przeciwieństwie do niemieckiej: »takiej«.
Należy oczywiście pamiętać, że na świecie stosuje się odmienne systemy znaków interpunkcyjnych, poczynając od świata arabskiego, który praktycznie z nich nie korzysta, a kończąc na hindi, w którym oprócz znaków europejskich stosuje się zapożyczone z sanskrytu pionowe linie – pojedyncze lub podwójne. Chińczycy zaś przyjęli od Europejczyków głównie wykrzyknik i znak zapytania; funkcję kropki spełnia u nich leżący pośrodku linii okrąg. Brak wielkich liter rekompensuje się umieszczaniem prostej lub falistej linii pod pierwszą literą zdania (przy tekście pisanym poziomo) lub obok niej (przy tekście pionowym). Japończycy przyjęli większość znaków europejskich, poczynając od okresu panowania dynastii Tokugawa (1603–1868), choć w nieco zmienionej czasem formie. Dzisiaj na całym świecie stosowane przez nas znaki są rozumiane podobnie.